# アイトール・フェルナンデス
アイトール（Aitor）ことアイトール・フェルナンデス・アバリスケタ（Aitor Fernández Abarisketa、1991年5月3日 - ）は、スペイン・バスク州ギプスコア県アラサーテ/モンドラゴン出身のサッカー選手。ポジションはGK。CAオサスナ所属。

## 経歴
バスク州ギプスコア県アラサーテ/モンドラゴンに生まれ、12歳だった2003年にアスレティック・ビルバオの下部組織に加入した。
2016年7月6日、CDヌマンシアと2年契約を結んだ。
2018年7月23日、ラ・リーガのレバンテUDに4年契約で移籍した。2019-20シーズン、レバンテで第1GKの座を勝ち取ると、このシーズンリーグ戦36試合に出場し、チームの中心選手として活躍した。これにより、2020年7月19日、マルカ紙が選出するラ・リーガブレイクスルーベストイレブンに選出された。
2019年5月、サッカーバスク代表デビューした。
2021-22シーズンは、ダニエル・カルデナスにポジションを奪われ、控えに降格。チームも6年ぶりに降格となった。
2022年7月2日、レバンテを退団し、フリーとなったため、CAオサスナに3年契約で加入した。